# Animal (Fuck Like a Beast)
Animal (Fuck Like a Beast) ist ein Lied der US-amerikanischen Heavy-Metal-Band W.A.S.P. Es erschien im April 1984 als erste Single der Band, nicht aber auf ihrem selbstbetitelten Debütalbum, da dieses sonst nicht von größeren Ladenketten vertrieben worden wäre. Ursprünglich wollte W.A.S.P.s Plattenfirma Capitol Records die Single nur in Europa in einer schwarzen Plastiktüte mit einem vor den Texten warnenden Aufkleber veröffentlichen. In letzter Minute zog die Plattenfirma die Pläne jedoch zurück, und die Band unterschrieb einen ausschließlich die Single betreffenden Vertrag mit Music for Nations.

## Musikstil
VH1 zufolge klang die Band hier „so böse wie Lawless’ düstere Identität“, Animal (Fuck Like a Beast) wurde als W.A.S.P.s beste Stunde bezeichnet.

## Kontroversen
1985 nahm das Parents Music Resource Center (PMRC) Animal (Fuck Like a Beast) in seine Liste der Filthy Fifteen mit der Kennzeichnung X wegen sexuell anstößiger Inhalte auf; während Blackie Lawless VH1 zufolge mit kursiv gesetzten Versen wie “A pelvic thrust and the sweat starts to sting ya” als Genuss- oder sinnlicher Mensch bezeichnet werden könnte, wurde er vom PMRC ausschließlich als krank angesehen. Die Rezitation des Textes durch PMRC-Mitglied Tipper Gore hörten jedoch mehrere hundert Mal mehr Personen als die Version der Band, was Spin-Redakteur Bob Guccione junior als ironisch bezeichnete; das Lied wurde wegen seiner „vulgären“ Inhalte vermutlich nie auf kommerziellen Radiosendern gespielt, da die FCC dies nicht gestattet. Dennoch brachte Gore Animal (Fuck Like a Beast) ins nationale Fernsehen. Auch Chuck Klosterman wies auf die Rolle des PMRC für den Bekanntheitsgrad der Band hin; Gore sei „in Wahrheit das beste, was W.A.S.P. je passierte“, dank des PMRC sei die Band wegen eines Liedes, das niemand in Amerika je gehört habe, bekannt geworden. Klosterman bezeichnete das Lied als „leicht frauenfeindlich“. Es wurden 60.000 Exemplare verkauft.
In Westdeutschland wurde die Single wegen der Schallplattenhülle, die eine Nahaufnahme eines Kreissägeblattes im Schritt eines Mannes zeigt, von der Bundesprüfstelle für jugendgefährdende Schriften im Mai 1986 indiziert. Die Indizierung wurde im April 2011 wieder aufgehoben.
Carol Siegel beschrieb Animal (Fuck Like a Beast) in New Millennial Sexstyles als „Zelebrierung der Vergewaltigung und Folter von Frauen als einziger adäquater Ausdruck männlicher Erregung“. Deena Weinstein jedoch vertritt die Ansicht, im Heavy-Metal-Kontext sei Sex schweißtreibend, mache Spaß und sei ohne Verpflichtungen. Er sei „generell nicht sadistisch“ und immer exuberant. Stücke wie Animal (Fuck Like a Beast) und Scorpions’ Animal Magnetism betonten die Fleischlichkeit und die Abwesenheit eines spirituellen Elements in sexueller Aktivität.
Inzwischen wird das Lied nicht mehr live gespielt, was Lawless, inzwischen wiedergeborener Christ, mit seiner Religiosität begründet.

## Coverversionen
Animal (Fuck Like a Beast) wurde 2000 von Siebenbürgen auf Delictum, 2001 von Venereal Disease auf dem Tributalbum Show No Mercy – Tribute to WASP und 2009 von Minotaur auf God May Show You Mercy…We Will Not gecovert. Siegel sieht in Nine Inch Nails’ Closer von 1994, das den Vers „I want to fuck you like an animal“ enthält, mögliche Anleihen aus Animal (Fuck Like a Beast) oder eine das Stück parodierende Antwort auf dieses, wobei sie letztere Interpretation für wahrscheinlicher hält, da Closer jedoch die „Drohungen und Prahlereien“ aus Animal (Fuck Like a Beast) durch Hilferufe und Schmerzensschreie ersetze.